# Fatima Moreira de Melo
Fatima Moreira de Melo (Rotterdam, 4 luglio 1978) è una hockeista su prato olandese, nata da padre portoghese (un diplomatico di stanza in Olanda).
Ha esordito in nazionale il 21 ottobre 1997 (Olanda - Germania 2-1) e da allora ha giocato più di 200 partite segnando più di 30 gol.
Con la nazionale olandese ha vinto i Mondiali del 2006, il Champions Trophy del 2007 e tre medaglie olimpiche (bronzo nel 2000 a Sydney, argento nel 2004 ad Atene e oro nel 2008 a Pechino).
Le squadre di club in cui ha giocato sono Tempo '34, HGC, HC Rotterdam.
Ha anche intrapreso una carriera come cantante.
Ha posato in bikini per l'edizione olandese della rivista FHM (marzo 2005) in compagnia di un pitone bianco.
Nel dicembre del 2006 è stata scelta come personaggio sportivo dell'anno di Rotterdam.